# Stein-Klee
Der Stein-Klee (Trifolium saxatile), auch Quendelblütiger Felsen-Klee genannt, ist eine Pflanzenart aus der Gattung Klee (Trifolium) innerhalb der Familie der Hülsenfrüchtler (Fabaceae). Die nur im deutschsprachigen Trivialnamen ähnliche Art Stein-Klee sollte nicht mit der Gattung Steinklee (Melilotus) verwechselt werden.

## Beschreibung

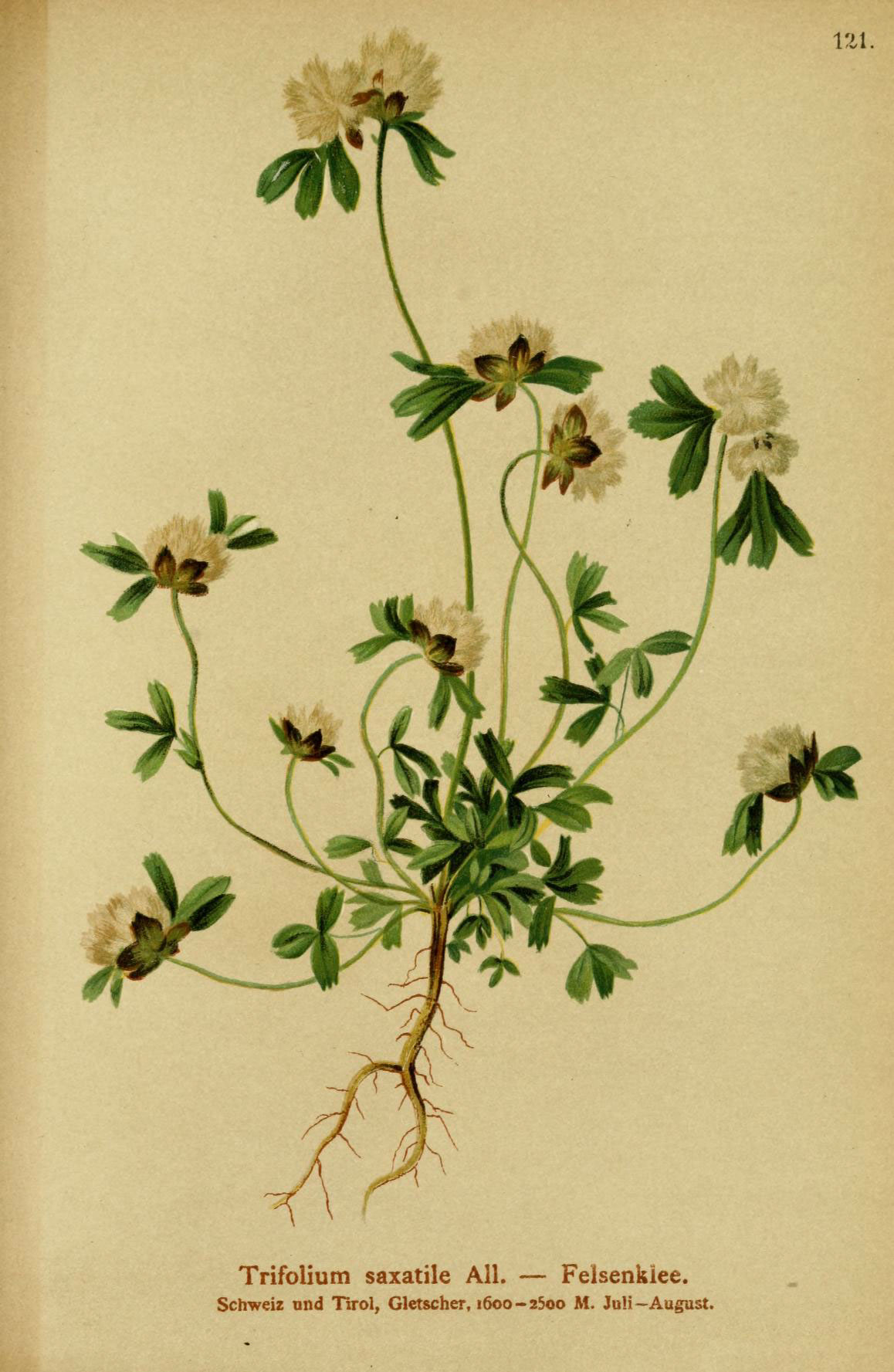
Illustration aus Atlas der Alpenflora, Tafel 121

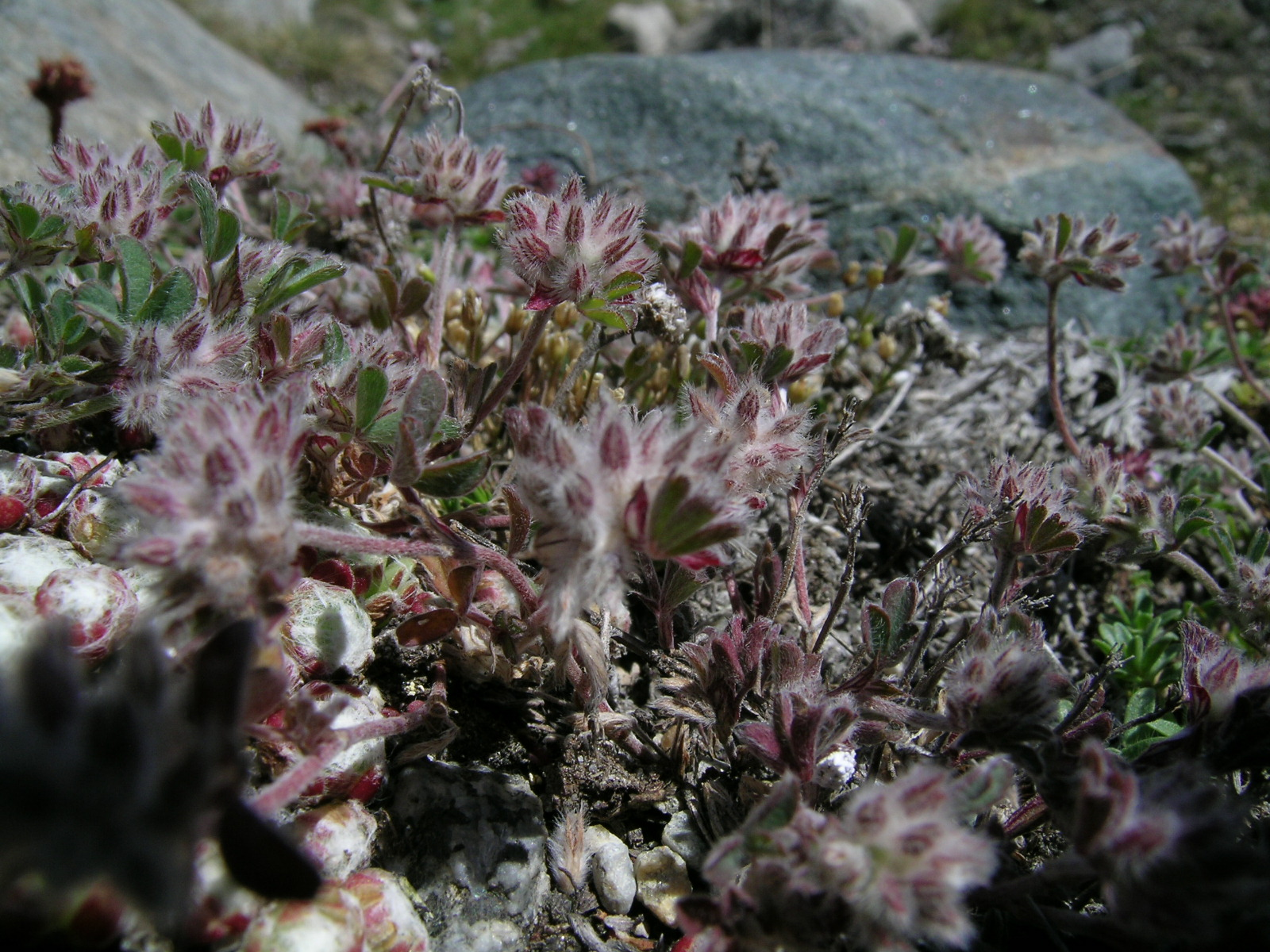
Bestand

### Vegetative Merkmale
Der Stein-Klee ist eine ein- oder zweijährige krautige Pflanze, die Wuchshöhen von 5 und 15 Zentimetern erreicht. Sie bildet bis zu 50 Zentimeter große lockere Rasen. Die oberirdischen Pflanzenteile sind gräulich flaumig behaart (Indument). Die oft vielen, niederliegenden bis aufsteigenden Stängel sind angedrückt behaart.
Die wechselständig angeordneten Laubblätter sind dreizählig handförmig. Die Fiederblättchen sind bei einer Länge von selten 3, meist 4 bis 6 Millimetern schmal verkehrt-eiförmig oder verkehrt-herzförmig mit keilförmiger Basis, ausgerandetem oberen Ende und beiderseits anliegend seidenartig behaart. Die zwei Nebenblätter sind eiförmig oder lanzettlich mit spitzem oberen Ende; die obersten sind geweitet und rötlich mit dunkleren Adern.

### Generative Merkmale
Die Blütezeit erstreckt sich von Juni oder Juli bis August. Die von Hochblättern umhüllten, endständigen, einzeln oder selten zu zweit, sitzenden Blütenstände sind bei einem Durchmesser von 6 bis 8 (5 bis 12) Millimeter zusammengedrückt-kugelig, von vergrößerten Nebenblättern umhüllt und enthalten nur wenige ungestielte Blüten.
Die unscheinbaren, zwittrige Blüte ist bei einer Länge von 3 bis 4 Millimetern zygomorph und fünfzählig mit doppelter Blütenhülle. Die fünf dicht behaarten, gleichen Kelchblätter sind mehr als die Hälfte ihrer Länge verwachsen und die fünf spitzen Kelchzähne sind gerade oder nach innen gekrümmt. Die unscheinbare Krone besitzt die typische Form einer Schmetterlingsblüte, ist weiß oder blass-rosafarben und mit einer Länge von 3 bis 4 Millimetern so lang wie der Kelch und überragt diesen nicht oder kaum.
Die Chromosomenzahl beträgt 2n = 14.

## Ökologie
Die kurzlebige Pflanzenart Trifolium saxatile wächst je nach Standortsbedingungen als Therophyt (also einjährig) oder als zweijähriger Hemikryptophyt.
Die unauffälligen Blüten lassen Selbstbestäubung vermuten. Die Früchte werden durch ihre geringe Größe und die starke Behaarung oft vom Wind ausgebreitet; bei Pflanzenexemplaren, die an Bachrändern und Alluvionen gedeihen können die Samen durch Wasser ausgebreitet werden.

## Vorkommen und Gefährdung
Der Stein-Klee ist ein Endemit der Zentralalpen. Es gibt Fundortangaben für die österreichischen, Schweizer, französischen und italienischen Alpen. Der Stein-Klee hat sein Hauptverbreitungsgebiet in den Westalpen. Dort kommt er in der Dauphiné (Mont Pelvoux), in Savoyen, den Walliser Alpen und im Piemont vor. In Tirol kommt er im Pfossental in Schnals, in den Stubaier und Ötztaler Alpen vor. Nach Gams 1964 oder Käsermann 1999 wurde sein ursprünglich ausgedehntes Areal durch die letzte Kaltzeit zerstückelt. Trifolium saxatile wächst in Höhenlagen bis zu 3100 Metern. Trifolium saxatile gedeiht in der montanen, subalpinen bis alpinen Höhenstufe.
Als konkurrenzschwache Pflanzenart besiedelt Trifolium saxatile trockene, sandig-kiesige, flachgründige Alluvialböden sowie auf verfestigten Moränen frühe Sukzessionsstadien. Stets von niedriger, offener Vegetation geprägt sind die Standorte von Trifolium saxatile. Trifolium saxatile besiedelt auch Sekundärstandorte, beispielsweise wenig benutzte kiesig-sandigen Fahrwege sowie an Ränder von alpinen Steigen, falls dort Vegetationslücken entstanden sind. Der Stein-Klee besiedelt oft nur einen geringen Teil der potenziell möglichen Standorte, da der Stein-Klee sehr konkurrenzschwach ist.
Der Stein-Klee besiedelt meist Standorte mit trockenen Geröll, Moränenschutt, sandige Alluvionen und Silikatgrus (Glimmerschiefer). Trifolium saxatile gedeiht in der Schweiz hauptsächlich in Pflanzengesellschaften des Verbands Epilobion fleischeri (Alluvionen mit krautiger Ufervegetation), zudem in verschiedene Sukzessionsstadien auf Moränen sowie in initialen Rasen und selten in Caricion bicoloris atrofuscae-Gesellschaften. Für Österreich wurden Standorte aus montanen Alluvionen in den Stubaier Alpen (Marendebach/Sellraintal sowie Oberbergtal, Ötztaler Ache) angegeben, in der oberen alpinen Höhenstufe gibt es in schluffigen und sandigen Feinsedimentakkumulationen im Gletschervorfeld des Schalfbachferners in den Ötztaler Alpen ein größeres Areal. Da sich die Pflanzengesellschaften, in denen Trifolium saxatile vorkommt, in den Ost- und Westalpen unterscheiden, wurde 2009 die neue Assoziation Trifolietum saxatilis beschrieben.
Die ökologischen Zeigerwerte nach Landolt et al. 2010 sind in der Schweiz: Feuchtezahl F = 1 (sehr trocken), Lichtzahl L = 5 (hell), Reaktionszahl R = 3 (schwach sauer bis neutral), Temperaturzahl T = 1+ (unter-alpin, supra-subalpin und ober-subalpin), Nährstoffzahl N = 2 (nährstoffarm), Kontinentalitätszahl K = 4 (subkontinental).
Trifolium saxatile ist gesamten Verbreitungsgebiet sehr selten und mit Ausnahme der Schweizer Region um Zermatt „gefährdet“ oder vom Aussterben bedroht. Die Fauna-Flora-Habitat-Richtlinie der Europäischen Union im Anhang II listet Trifolium saxatile als ... Pflanzenart von gemeinschaftlichen Interesse, für deren Erhaltung besondere Schutzgebiete ausgewiesen werden müssen. Die IUCN hat 2010 Trifolium saxatile als NT = „Near Threatened“ = „potenziell gefährdet“ eingestuft. Die Bestände gehen durch vielfältige menschliche Einflüsse fortlaufend etwas zurück. Die Zahl an blühfähigen Exemplaren wurde 2010 auf 43.000 geschätzt. In Österreich sind noch drei Fundorte bekannt, an denen 2008 noch 1000 bis 3000 blühfähigen Exemplare gefunden wurden. In Italien kommt Trifolium saxatile an sechs Fundorten vor, von denen zwei noch bestätigt werden müssen; auch dort gehen die Bestände zurück. Aus Frankreich wird 2003 von zwölf Fundorten berichtet mit insgesamt mehr als 40000 blühfähigen Exemplaren, dort gelten die Bestände 2010 als stabil. In der Schweiz gibt es Bestände die stabil sind und welche die zurückgehen. In vielen Gebieten nehmen die Bestände von Trifolium saxatile durch die zunehmende Klimaerwärmung (Sukzession, Verdrängung durch konkurrenzstärkere Arten) erkennbar ab. In Nord- sowie Südtirol nehmen die isolierten, kleinen Populationen ab und dort gilt Trifolium saxatile als besonders gefährdet. Auf der Roten Liste der bedrohten Farn- und Blütenpflanzen Österreichs (Niklfeld et al. 1999) ist Trifolium saxatile in der Kategorie 3 = „gefährdet“ eingeordnet.

## Systematik
Die Erstveröffentlichung von Trifolium saxatile erfolgte 1773 durch Carlo Allioni in Flora Pedemontana sive Enumeratio Methodica Stirpium Indigenarum Pedemontii 25. Allioni veröffentlichte diesen Namen auch 1774 in Mélanges de Philosophie et de Mathématique de la Société Royale de Turin, Tomus 5, S. 77.
Trifolium saxatile gehört zur Untersektion Arvensia in der Sektion Trifolium innerhalb der Gattung Trifolium.